# Re'em

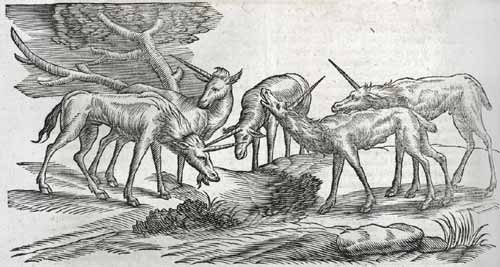
Les re'em d'après une gravure du Hierozoycon, sive de Animalibus Scripturæ de Samuel Bochart en 1663.

Le re'em (en hébreu רֶאֵם, équivalent de l'arabe rim) est un animal mentionné neuf fois dans la Bible. Il figure dans les Nombres (23,22) (24,8), le Deutéronome (33,17), Job (39,9-10), les Psaumes (22,22) (29,6) (92,11) et Esaïe (34,7).

## Interprétations
Dans les livres de la Bible hébraïque, le mot hébreu re'em (רְאֵם), équivalent de l'arabe rim, et qui est aujourd'hui traduit par « bœuf sauvage » ou « buffle » apparaît à neuf reprises avec ses cornes, comme une allégorie de la puissance divine.
Au IIIe siècle av. J.-C. et IIe siècle av. J.-C., quand les juifs hellénisés d'Alexandrie traduisent les différents livres hébreux pour en faire une version grecque appelé Septante, ils utilisèrent pour traduire re'em le mot monoceros (μoνoκερως), qu'ils devaient connaître par Ctésias et Aristote. On ne sait pas pourquoi « les traducteurs de la Septante ont choisi le mot monokeros, « muni d'une seule corne », pour désigner ce qui semble bien être en hébreu le buffle, usuellement appelé en grec « bœuf sauvage », et qui a deux cornes [dans le Deutéronome] ? Y a-t-il eu une intention, ou bien n'ont-ils pas su identifier l'animal, ou bien ce terme était-il connu (en Égypte ?) pour désigner une sorte particulière de buffle, ou bien ont-ils voulu faire allusion à une bête légendaire ? » Remarquant le fait qu'il s'agit de passages marqués par le messianisme (l'attente d'un nouveau « roi des juifs »), J.L.W. Shaper pense qu'il s'agit en fait d'une adaptation délibérée d'une ancienne image mythique israélite au contexte culturel nouveau du judaïsme hellénistique. Et il émet l'hypothèse que le choix de terme monokeros pour symboliser le messie est lié au fait qu'il était aussi utilisé dans un cadre astrologique : un jeune bœuf à corne unique symbolisant le croissant de la nouvelle lune.
À partir du IIe siècle le judaïsme rabbinique rejette la tradition hellénistique et revient à l'hébreu (le texte massorétique). Par contre, la Septante devient l'Ancien Testament du christianisme et dans sa version latine, la Vulgate, le grec monoceros est traduit soit par unicornis, soit par rhinocerotis. Les versions contemporaines, comme celle de l'École biblique de Jérusalem, sont plus prudentes et réalistes en utilisant le terme de « bœuf sauvage » qui reste toutefois vague. 
Une première traduction en langue grecque de l'Ancien Testament, la Septante, traduit re'em de façon erronée par licorne. Par la suite, la Vulgate latine utilise en général le terme « corne unique » ou « rhinoceros ». Les versions contemporaines, comme celle de l'École biblique de Jérusalem, sont beaucoup plus prudentes et réalistes en utilisant le terme de « bœuf sauvage » qui reste toutefois vague. Selon Roger Caillois, les kabbalistes auraient noté que les lettres de la licorne (en tant que Re'em) sont resch, aleph et mem, et celles de la corne (Queren) qoph, resch et nun. En hébreu, la corne se dit « Queren » et indique la puissance et la lumière. Être pourvu d'une corne aurait ici le même sens que « rayonner » (Karan). La présence de la licorne en tant que re'em dans la Bible a une influence durable et notable sur la croyance occidentale en l'existence de cet animal, suivant la conviction d'un certain nombre de chrétiens à l'époque, selon laquelle la Bible est directement dictée par Dieu. Ce passage fut ainsi fréquemment cité pour justifier du caractère indomptable de la licorne :

« Le (re'em) voudra-t-il te servir, passer la nuit chez toi devant la crèche ?

Attacheras-tu une corde à son cou, hersera-t-il les sillons derrière toi ? »

— Job (39, 9-10)

## Identification
Plusieurs tentatives d'identification ont été faites sur le re'em. L'auroch, un buffle de très grande taille disparu au XVIIe siècle est souvent proposé. Charles Doughty avance qu'il s'agirait plutôt d'une variété de grande antilope appelée wothyhi qui serait en fait un oryx dont les cornes longues et minces peuvent être un des modèles pris pour représenter les cornes de licorne, cependant, l'oryx possède deux cornes et non une seule, comme toutes les antilopes. Selon Robert Graves, la confusion pourrait provenir de l'interprétation erronée d'un dessin figurant en marge d'un Pentateuque hébraïque illustré. Certains créationnistes voient aussi dans le re'em un triceratops.